# (414766) 2010 MN2
2010 MN2 este un asteroid din centura principală, descoperit pe 18 iunie 2010, de Aleksandra Kopycińska, Michał Lewandowski, Hubert Przygucki, Krzysztof Urbański și Piotr Woźnicki.